# Knickmeyer’s Restaurant

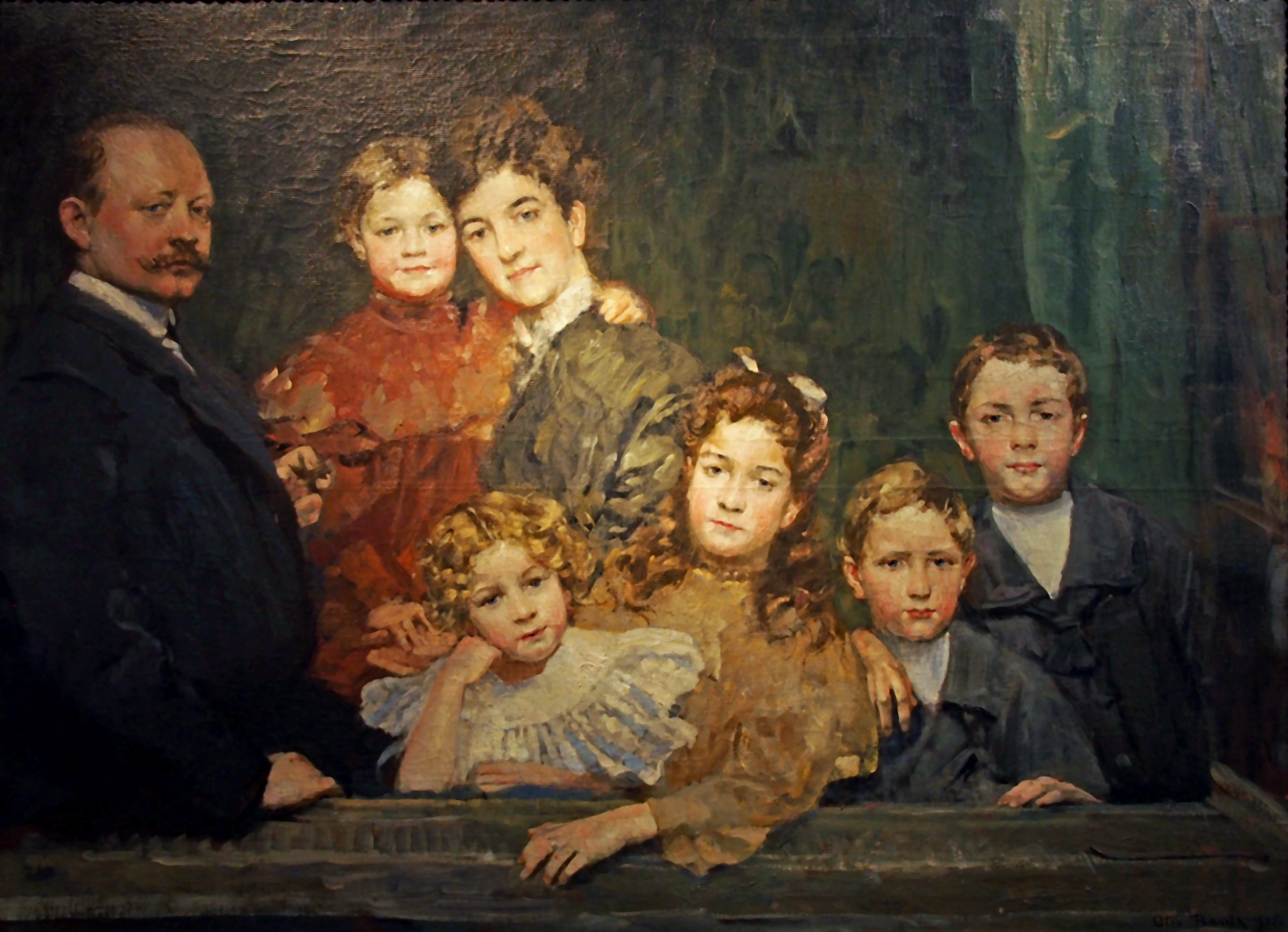
Carl Ferdinand Knickmeyer (1853–1927) mit Ehefrau Johanna und den fünf Kindern, Ölgemälde von Otto Rauth, 1905, Historisches Museum Hannover

Knickmeyer’s Restaurant, auch Restaurant Knickmeyer genannt, war ein vom späten 19. Jahrhundert bis in den Zweiten Weltkrieg im Zentrum der Stadt Hannover gelegenes Restaurant mit Weinkeller. Das gastronomische Unternehmen war ein bekannter Treffpunkt und Stammlokal des späteren Reichspräsidenten Paul von Hindenburg und des Dichters Gottfried Benn. Standort war der Theaterplatz 14, später Rathenauplatz 14 in der heutigen Rathenaustraße im hannoverschen Stadtteil Mitte.

## Geschichte und Beschreibung

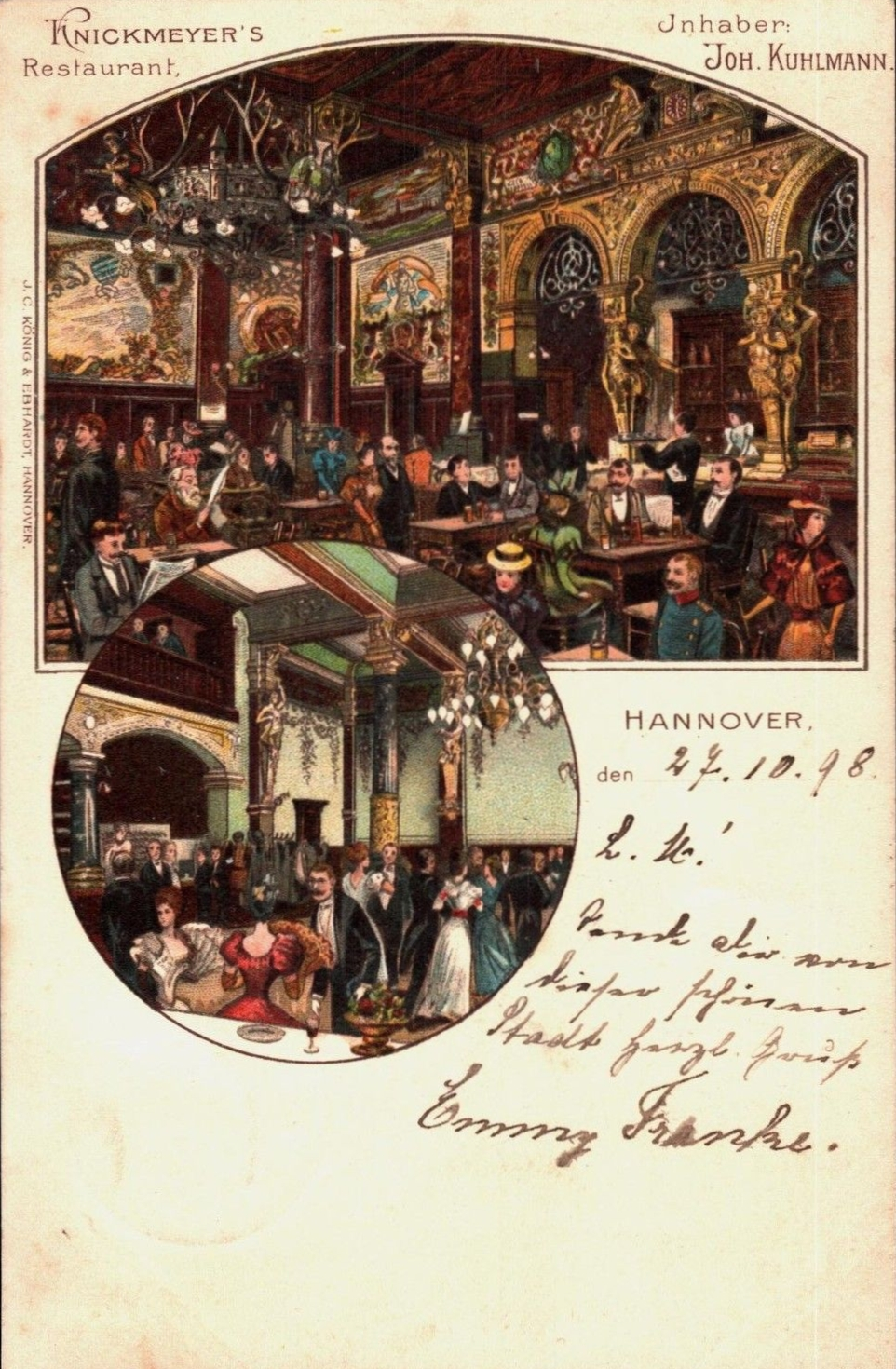
Knickmeyer's Restaurant in Hannover, Inhaber Joh. Kuhlmann, um 1898

Bereits aus der Zeit um 1875 findet sich eine Fotografie im Besitz des Historischen Museums Hannover, die die „Ecke Luisenstraße/Rathenaustraße“ im Stadtbild Hannovers zeigt. „Die geräumigen Lokale von Knickmeyer“ finden dann 1880 in dem Werk von R. Hartmann zur Geschichte Hannovers Erwähnung, ein englischsprachiger Norddeutschland-Reiseführer von Karl Baedeker aus dem Jahr 1886 nennt „Knickmeyer, Theaterst. 14“ in der Rubrik Restaurants.
Der Architekt Johannes Franziskus Klomp fertigte in der ersten Hälfte der 1890er Jahre Entwürfe für das mehrstöckig angelegte, mit bunter Wandmalerei und Holzvertäfelung eingerichtete Restaurant mit Weinkeller.
Laut dem Adressbuch Hannover von 1905 wohnte „Knickmeyer, Karl, D. phil.“ noch am Theaterplatz 14. Im Jahr 1908 errichtete der Architekt Wilhelm Mackensen für Knickmeyer in der Tiedgestraße 11 ein noch heute teilweise erhaltenes Wohnhaus.
Die hannoverschen Alten Herren des Weinheimer Verbands Alter Corpsstudenten trafen sich ab 1896 regelmäßig bei Knickmeyer's, ebenso wie die des Kösener Verbands Alter Corpsstudenten, die ihre Treffen „Spinnstube“ nannten. Eine Zeitlang war ein Klubzimmer für wechselnde Treffen vorhanden, das 1928 wieder eingerichtet wurde.
1913 wurde in Knickmeyers Restaurant der Niedersächsische Landesverein für Familienkunde gegründet.
Gottfried Benn traf sich in Knickmeyer’s Restaurant zum Stammtisch mit Offizieren der Wehrersatz-Inspektion. Sein Resümee eines langen Abends im Knickmeyer: Ich schlief miserabel, nicht vom Suff, sondern von dem furchtbaren Tabaksqualm, der immer in dem Lokal herrscht, schwere Migräne u. kein Pyramidon da. Elend.
Den völkisch gesinnten „braunen Pfarrern“ um den früh der NSDAP beigetretenen evangelischen Theologen Paul Jacobshagen diente die Gastwirtschaft nahe dem Opernhaus als regelmäßiger Treffpunkt, später war sie auch Versammlungsort der Deutschen Christen.